# ۱۲۳۴ (میلادی)
۱۲۳۴ (میلادی) هزار و دویست و سی و چهارمین سال تقویم میلادی است.

## درگذشتگان
‎